# Hyphydrus flaviceps
Hyphydrus flaviceps är en skalbaggsart som beskrevs av Zimmermann 1926. Hyphydrus flaviceps ingår i släktet Hyphydrus och familjen dykare. Inga underarter finns listade i Catalogue of Life.